# David W. Patten
David Wyman Patten (ur. 14 listopada 1799 w Vermoncie, zm. 25 października 1838 nieopodal Far West) – amerykański przywódca religijny i misjonarz.

## Życiorys
Syn Benoniego Pattena i Abigale (Edith) Cole, urodzony w Vermoncie, jako małe dziecko przeniósł się wraz z rodziną do Theresy w stanie Nowy Jork, następnie, już jako młody człowiek, do Dundee w Michigan. 
Pierwotnie związany z metodystami. Zetknął się z niedawno zorganizowanym Kościołem Jezusa Chrystusa Świętych w Dniach Ostatnich i został ostatecznie członkiem tej wspólnoty religijnej. Ochrzczony przez swojego brata, Johna, 15 czerwca 1832. Już dwa dni później został wyświęcony na starszego przez Elishę H. Grovesa. Jeszcze w tym samym roku wysłany na misję po Michigan. W dniu 2 września 1832 wyświęcony na wyższego kapłana przez Hyruma Smitha. Służył następnie na misji po wschodnich stanach kraju (1832-1833). W grudniu 1833 dostarczył lokalnym przywódcom kościelnym z hrabstwa Clay w Missouri posłania od prezydenta Kościoła Josepha Smitha. Ponownie wysłany na misję, tym razem na południe Stanów Zjednoczonych, posługiwał w tej wyprawie wraz z Warrenem F. Parrishem (1834-1835).
Świadek i jednocześnie uczestnik procesu kształtowania się struktury organizacyjnej Kościoła. Znalazł się wśród pierwszych 12 członków Kworum Dwunastu Apostołów, wybranych przez tak zwanych trzech świadków Księgi Mormona 14 lutego 1835. Wyświęcony na apostoła dzień później. Zgodnie z zaleceniem Josepha Smitha z maja 1835 starszeństwo wśród członków kworum miało być ustalane na podstawie wieku. Patten zatem powinien zostać jego przewodniczącym. Jednakże nie był on całkowicie pewien swojej własnej daty urodzenia, w związku z czym stanowisko to objął Thomas Marsh, o rok młodszy od Pattena. 
Patten kontynuował swą intensywną pracę misyjną. Wiosną 1835 wysłany na misję do Tennessee, kilka miesięcy później, tym razem wraz z innymi członkami kworum, przebywał na misji do wschodnich stanów USA. W 1836 przeniósł się do Far West w Missouri. W 1838 wszedł w skład prezydium Kościoła na tym obszarze. Brał udział w walkach między mormońskimi osadnikami a milicjami stanowymi Missouri. Śmiertelnie ranny w potyczce nad rzeką Crooked 25 października 1838. Zmarł tego samego dnia, nieopodal Far West. Uznawany za pierwszego mormońskiego męczennika, dwukrotnie wspominany w Naukach i Przymierzach, jednym z pism świętych wchodzących w skład mormońskiego kanonu.